# Wapen van Sint-Gillis

Het wapen van Sint-Gillis

Het wapen van Sint-Gillis werd op 22 januari 1858 per Koninklijk Besluit aan de Brusselse gemeente Sint-Gillis toegekend.

## Blazoenering
De blazoenering van het wapen luidt als volgt:
D'azur un saint Egide, abbé, d'or.
In lazuur een Sint-Egidius, abt, van goud.
Het wapen is in de Nassause kleuren: een blauw schild met daarop een gouden voorstelling. Het wapen toont de heilige Egidius, de patroonheilige van de gemeente, die ook wel Gillis genoemd wordt. Hierdoor is het wapen een sprekend wapen.

## Geschiedenis
Sint-Gillis werd in de 12e eeuw de eigen parochie van Obbrussel (d.i. 'Op-Brussel', Hoger Brussel) onder gezag van de lokale abdij. In de 13e eeuw werd de parochie zelfstandig. Obbrussel kreeg Sint-Egidius als patroonheilige. De schepenbank gebruikte Sint-Egidius ook op het zegel, in het begin nog tezamen met het zegel van het kapittel van Anderlecht. Tussen 1296 en 1795 behoorde Obbrussel tot de gemeente Brussel. Na 1795 kreeg Obbrussel als zelfstandige gemeente de naam Sint-Gillis. Het wapen is gebaseerd op het zegel uit de 13e eeuw.